# Johann Carolus

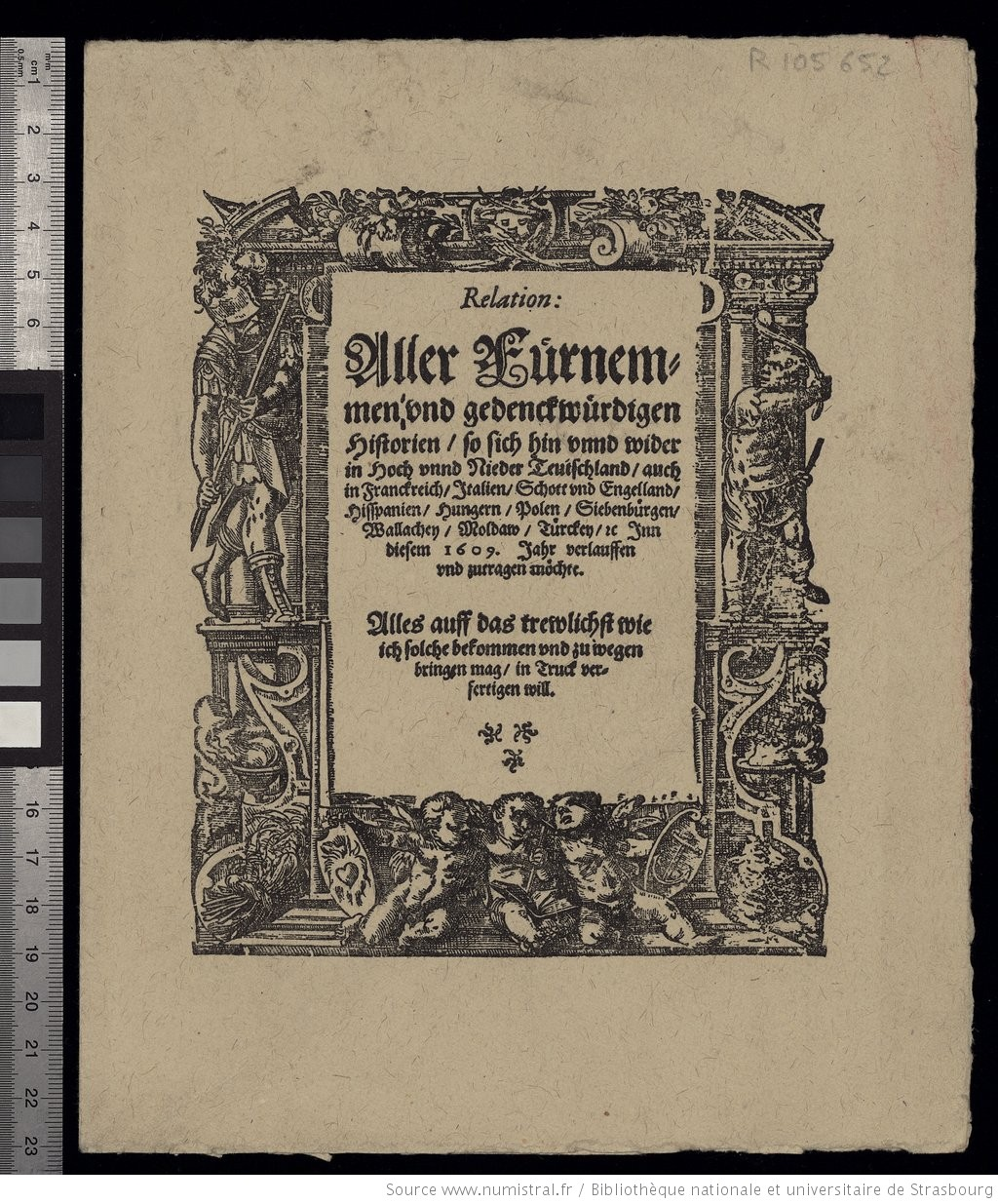
Frontispice d'une Relation de 1609

Johann Carolus (né le 26 mars 1575 à Muhlbach-sur-Munster en Haute-Alsace et mort le 15 août 1634 à Strasbourg) est un imprimeur et relieur alsacien, éditeur de la première gazette hebdomadaire du monde. Il commença l'édition des Relation aller Fürnemmen und gedenckwürdigen Historien (Relation de toutes les histoires importantes et mémorables) en 1605 à Strasbourg.
Une condition de son entreprise était la ligne postale entre la cour de Maximilien Ier à Innsbruck et les Pays-Bas des Habsbourg, fondée en 1490 et administrée par Jeannetto de Tassis et ses héritiers, qui passait par Strasbourg. Depuis 1520 elle transportait officiellement aussi les correspondances des particuliers, ce qui permettait un afflux continu d'informations et facilitait la distribution de la gazette.